# Wilson-Gletscher
Der Wilson-Gletscher ist ein 15 km langer Gletscher im ostantarktischen Kempland. Er fließt in nordöstlicher Richtung zum Edward-VIII-Schelfeis, das er unmittelbar südlich des Seaton-Gletschers erreicht.
Luftaufnahmen der Australian National Antarctic Research Expeditions aus dem Jahr 1956 dienten seiner Kartierung. Das Antarctic Names Committee of Australia benannte ihn nach Hugh Overend Wilson (1924–1959), Leutnant der Royal Australian Air Force und Pilot auf der Mawson-Station im Jahr 1958, der kurze Zeit nach seiner Rückkehr nach Australien bei einem Flugzeugunglück ums Leben gekommen war.